# Елец (футбольный клуб)
«Еле́ц» — российский футбольный клуб из города Елец. Выступает в Третьей лиге (зона «Центр»). Двукратный победитель первенства в зоне «Черноземье» (1999, 2010).
В 1995—1997 (под названием «Локомотив») и 2000—2009 годах участвовал в первенстве России среди команд мастеров: в Третьей лиге и Втором дивизионе. Высшее достижение — 6-е место в 2007 году в зоне «Центр» Второго дивизиона. 12 раз принимал участие в розыгрышах Кубка России, наилучший результат — выход в 1/16 финала (2003, 2004).
В 1968—1969 годах команда «Эльта», созданная при одноимённом кинескопном заводе, принимала участие в первенстве СССР среди команд мастеров.
Команда ФК «Елец» была создана в 1998 году.

## Прежние названия
- 1968—1969 — «Эльта»
- 1970—1994 — «Торпедо»
- 1995—1997 — «Локомотив»
- c 1998 — «Елец»

Примечания. Представлявшая завод «Гидропривод» команда «Торпедо» в 1993—1997 годах участвовала в Первенстве России КФК. Ещё раньше — играла в Первенстве РСФСР среди КФК (1976, 1988, 1989, 1991), Кубке РСФСР среди КФК (1961, 1970, 1976), турнире «Футбол России» (1990) и областных соревнованиях. В 1989 году участвовала в переходных матчах за право играть в первенстве СССР среди команд второй лиги, уступив чебоксарской «Стали» — 1:1 (в гостях), 1:2 (дома).
Команда «Эльта» помимо участия в 1968—1969 годах в первенстве СССР в последующие годы играла в областных соревнованиях, а в 1971—1973 годах — также в Кубке РСФСР среди КФК.
ФК «Елец» был создан в результате объединения команд «Локомотив» и «Торпедо».

## Результаты выступлений по сезонам
| Год     | Название  | Турнир                          | Турнир                          | Место   | Примечание                                                               |
| ------- | --------- | ------------------------------- | ------------------------------- | ------- | ------------------------------------------------------------------------ |
| 1968    | Эльта     | Класс Б, 2-я зона РСФСР         | Класс Б, 2-я зона РСФСР         | 14      |                                                                          |
| 1969    | Эльта     | Класс Б, 2-я зона РСФСР         | Класс Б, 2-я зона РСФСР         | 14      |                                                                          |
|         |           |                                 |                                 |         |                                                                          |
| 1995    | Локомотив | Третья лига, зона 2             | Третья лига, зона 2             | 8       |                                                                          |
| 1996    | Локомотив | Третья лига, зона 2             | Третья лига, зона 2             | 7       |                                                                          |
| 1997    | Локомотив | Третья лига, зона 2             | Третья лига, зона 2             | 13      | ▼ Снялся после первого круга. Потеря профессионального статуса           |
| 1998    | Елец      | КФК/ Третий дивизион            | Черноземье                      | 2       |                                                                          |
| 1999    | Елец      | КФК/ Третий дивизион            | Черноземье                      | 1       | ▲ Выход во Второй дивизион. Обретение профессионального статуса          |
| 1999    | Елец      | КФК/ Третий дивизион            | финал                           | 5 (гр.) | ▲ Выход во Второй дивизион. Обретение профессионального статуса          |
| 2000    | Елец      | Второй дивизион, Центр          | Второй дивизион, Центр          | 15      |                                                                          |
| 2001    | Елец      | Второй дивизион, Центр          | Второй дивизион, Центр          | 15      |                                                                          |
| 2002    | Елец      | Второй дивизион, Центр          | Второй дивизион, Центр          | 9       |                                                                          |
| 2003    | Елец      | Второй дивизион, Центр          | Второй дивизион, Центр          | 10      | Выход в 1/16 финала Кубка России-2003/04 — ЦСКА 1:0 (д), 1:3 (г)         |
| 2004    | Елец      | Второй дивизион, Центр          | Второй дивизион, Центр          | 9       | Выход в 1/16 финала Кубка России-2004/05 — Москва 1:3 (д), 0:5 (г)       |
| 2005    | Елец      | Второй дивизион, Центр          | Второй дивизион, Центр          | 12      | Выход в 1/32 финала Кубка России-2005/06 — Динамо (Брянск) 1:2, д.в. (д) |
| 2006    | Елец      | Второй дивизион, Центр          | Второй дивизион, Центр          | 11      |                                                                          |
| 2007    | Елец      | Второй дивизион, Центр          | Второй дивизион, Центр          | 6       |                                                                          |
| 2008    | Елец      | Второй дивизион, Центр          | Второй дивизион, Центр          | 9       |                                                                          |
| 2009    | Елец      | Второй дивизион, Центр          | Второй дивизион, Центр          | 17      | ▼ Снятие с первенства. Исключение из ПФЛ                                 |
| 2010    | Елец      | ЛФК/Третий дивизион, Черноземье | ЛФК/Третий дивизион, Черноземье | 1       |                                                                          |
| 2011/12 | Елец      | ЛФК/Третий дивизион, Черноземье | ЛФК/Третий дивизион, Черноземье | 3       | Победа в кубке зоны Черноземья                                           |
| 2012/13 | Елец      | ЛФК/Третий дивизион, Черноземье | ЛФК/Третий дивизион, Черноземье | 4       |                                                                          |
| 2013    | Елец      | ЛФК/Третий дивизион, Черноземье | ЛФК/Третий дивизион, Черноземье | 11      |                                                                          |
| 2014    | Елец      | ЛФК/Третий дивизион, Черноземье | ЛФК/Третий дивизион, Черноземье | 4       |                                                                          |
| 2015    | Елец      | ЛФК/Третий дивизион, Черноземье | ЛФК/Третий дивизион, Черноземье | 6       |                                                                          |
| 2016    | Елец      | ЛФК/Третий дивизион, Черноземье | ЛФК/Третий дивизион, Черноземье | 6       |                                                                          |
| 2017    | Елец      | ЛФК/Третий дивизион, Черноземье | ЛФК/Третий дивизион, Черноземье | 6       |                                                                          |
| 2018    | Елец      | ЛФК/Третий дивизион, Черноземье | ЛФК/Третий дивизион, Черноземье | 5       |                                                                          |
| 2019    | Елец      | ЛФК/Третий дивизион, Черноземье | ЛФК/Третий дивизион, Черноземье | 7       |                                                                          |
| 2020    | Елец      | ЛФК/Третий дивизион, Центр      | ЛФК/Третий дивизион, Центр      | 3       | Финалист кубка зоны СФФ «Центр»                                          |
| 2021    | Елец      | ЛФК/Третий дивизион, Центр      | ЛФК/Третий дивизион, Центр      | 5       |                                                                          |
| 2022    | Елец      | ЛФК/Третий дивизион, Центр      | ЛФК/Третий дивизион, Центр      | 4       | Финалист кубка зоны СФФ «Центр»                                          |
| 2023    | Елец      | ЛФК/Третий дивизион, Центр      | ЛФК/Третий дивизион, Центр      | 6       |                                                                          |

Комментарий
1. ↑  На момент снятия занимал 1-е место[6][7] с показателями: 15 побед, 1 ничья, 3 поражения[8]. Команда лишилась финансовой поддержки со стороны Елецкого отделения Юго-Восточной железной дороги вследствие реогранизации последней[9].

## Исключение из ПФЛ

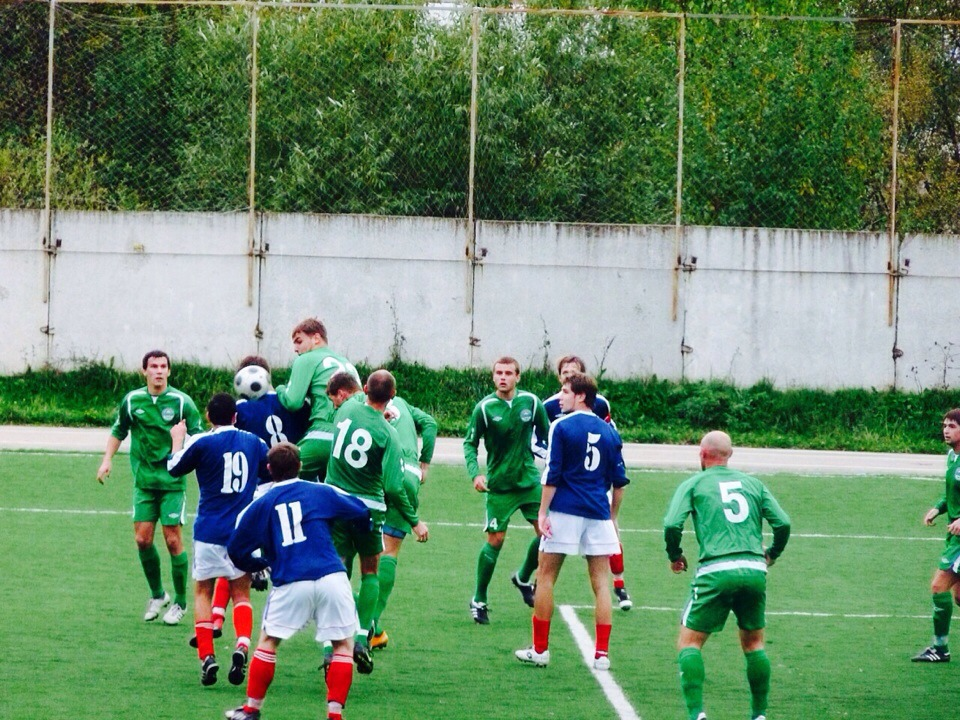
02.10.2010 «Днепр-2» (Смоленск) — «Елец» 1:3

21 августа 2009 года решением ПФЛ ФК «Елец» был исключён из числа участников первенства России по футболу за попытку дать взятку судье в матче с командой «Факел-Воронеж». Есть также данные, что имели место угрозы со стороны президента ФК «Елец» Юрия Киселёва главному судье и инспектору матча (а именно, что им подбросят наркотики в машину и найдут таковые при пересечении границы Липецкой области; позднее Киселёв заявил, что это было сказано «на эмоциях», по другим данным, он утверждал, что хотел пошутить над арбитрами).
«Елец» намеревался заявиться во Второй дивизион на сезон-2011/12, однако этого не произошло по причине «несоответствия организационно-правовой формы футбольного клуба требованиям законодательства РФ».

## Тренерский штаб и обслуживающий персонал
- Директор — Денис Жуковский
- Главный тренер — Владимир Рогачёв

## Рекордсмены клуба
В профессиональном футболе (2000—2009):

### По числу матчей
1. Александр Адоньев — 223
2. Михаил Ноздрин — 217
3. Антон Середа — 205
4. Дмитрий Черных — 189

### По числу голов
1. Антон Середа — 46
2. Александр Кутьин — 33
3. Денис Жуковский — 30
4. Кирилл Красов — 22